# Sister Wives
Sister Wives («жёны-сёстры») — американское реалити-шоу, транслирующееся на телеканале TLC c 2010 года. Это шоу показывает жизнь семьи американского мормона Коди Брауна (англ. Kody Brown), его четырёх жён и их 18 детей. На момент начала съёмок сериала эта семья жила в городе Лихай штата Юта, а потом переехала в долину Лас-Вегас штата Невада. Первый 7-серийный сезон продолжался с 26 сентября по 17 октября 2010 года и имел высокий рейтинг по данным рейтинга Нильсена. Второй сезон начался 25 сентября 2011 года, третий — 13 мая 2012 года, четвёртый — 18 ноября 2012 года.
Браун и его жёны говорят, что участвуют в этом шоу, чтобы общество больше узнало о жизни полигамных семей и для борьбы с предрассудками и предубеждениями относительно многожёнства. Браун считает, что его полигамный союз является вполне законным, поскольку он законно женился только на одной женщине, а другие браки являются «духовными союзами». Однако, его участие в этом шоу привело к тому, что в отношении него и его семьи было начато расследование для возможного судебного преследования.

## Концепция
Шоу показывает жизнь 45-летнего специалиста по продаже рекламы Коди Брауна, его жён — 41-летней Мэри (Meri), 40-летней Джанель (Janelle), 37-летней Кристины (Christine) и 31-летней Робин (Robyn), а также их 17 общих детей. В первом сезоне шоу было показано ухаживание Брауна за его будущей четвёртой женой — 31-летней Робин Саливан (Robyn Sullivan), у которой на тот момент было трое детей от предыдущего брака. Саливан — первая новая жена в семье за последние 16 лет.
По состоянию на начало сентября 2010 года, Коди был женат на Мэри в течение 20 лет, Джанель — в течение 17 лет, и Кристин, которая является домохозяйкой, в течение 16 лет. У Коди и Мэри есть 17-летняя дочь Мерая (Mariah), которая является их единственным ребёнком (необъяснимое вторичное бесплодие Мэри несколько раз обсуждалось на шоу). У Коди и Жанель 6 детей: дочери Медисон (Madison) и Савана (Savanah) и сыновья Логан (Logan), Хантер (Hunter), Гарисон (Garrison) и Габриэль (Gabriel). У Робин трое детей от первого моногамного брака: Дейтон (Dayton), Аврора (Aurora) и Бринна (Breanna). В новом браке с Коди 27 октября 2011 года она родила мальчика, которого назвали Соломоном (Solomon).
Мэри, Робин и Кристин выросли и воспитывались в полигамных семьях, а Джанель — в моногамной. За несколько месяцев до свадьбы Коди и Джанель мать Джанель вышла замуж за отца Коди, который уже при этом имел несколько жён. Семейство Браунов принадлежит к Объединённым Апостольским Братьям, которые являются одним из направлений движения мормонских фундаменталистов. В течение многих лет до участия в телешоу эта семья хранила свой полигамный образ жизни в «квазисекрете».

## Семья

### Родители
|   | Имя           | Отношения              | Дети                                                                   |
| - | ------------- | ---------------------- | ---------------------------------------------------------------------- |
| 1 | Коди Браун    | Женат на четырёх жёнах | Отец пятнадцати детей; отчим для троих детей.                          |
| 2 | Мэри Браун    | Первая жена            | Одна дочь                                                              |
| 3 | Джанель Браун | Вторая жена            | 6 детей: 2 дочери и 4 сына                                             |
| 4 | Кристин Браун | Третья жена            | 6 детей: 5 дочерей и 1 сын                                             |
| 5 | Робин Браун   | Четвёртая жена         | 5 детей: 3 дочери и 2 сына. Трое из пяти детей — от предыдущего брака. |

### Дети
В таблице цвет указывает на родителей.
|    | Имя                            | Возраст                                                          | Родители                                                         |
| -- | ------------------------------ | ---------------------------------------------------------------- | ---------------------------------------------------------------- |
| 1  | Логан(англ. Logan)             | 31 год (Родился 21 мая 1994)                                     | Сын Коди и Джанель                                               |
| 2  | Аспин(англ. Aspyn)             | 30 лет (Родилась 14 марта 1995)                                  | Дочь Коди и Кристин                                              |
| 3  | Мерая (англ. Mariah)           | 30 лет (Родилась 29 июля 1995)                                   | Дочь Коди и Мэри                                                 |
| 4  | Мэдисон(англ. Madison)         | 29 лет(Родилась 3 ноября 1995)                                   | Дочь Коди и Джанель                                              |
| 5  | Микелти(англ. Mykelti)         | 29 лет (Родилась 9 июня 1996)                                    | Дочь Коди и Кристин                                              |
| 6  | Хантер(англ. Hunter)           | 28 лет (Родился 8 февраля 1997)                                  | Сын Коди и Джанель                                               |
| 7  | Пейдон(англ. Paedon)           | 26 лет (Родился 7 августа 1998)                                  | Сын Коди и Кристин                                               |
| 8  | Гарисон(англ. Garrison)        | 26 лет (Родился 31 октября 1998 - покончил с собой 5 марта 2024) | Сын Коди и Джанель                                               |
| 9  | Дейтон(англ. Dayton)           | 25 лет (Родился 16 января 2000)                                  | Сын Робин и Дэвида Престона Джесопа (англ. David Preston Jessop) |
| 10 | Габриэль(англ. Gabriel)        | 24 года (Родился 8 января 2001)                                  | Сын Коди и Джанель                                               |
| 11 | Гвендлин(англ. Gwendlyn)       | 24 года (Родилась 23 июля 2001)                                  | Дочь Коди и Кристин                                              |
| 12 | Аврора(англ. Aurora)           | 23 года (Родилась 4 июня 2002)                                   | Дочь Робин и Дэвида Престона Джесопа                             |
| 13 | Изабель(англ. Ysabel)          | 22 года (Родилась 7 марта 2003)                                  | Дочь Коди и Кристин                                              |
| 14 | Савана(англ. Savanah)          | 20 лет (Родилась 7 декабря 2004)                                 | Дочь Коди и Джанель                                              |
| 15 | Бринна(англ. Breanna)          | 20 лет (Родилась 10 июля 2005)                                   | Дочь Робин и Дэвида Престона Джесопа                             |
| 16 | Трули(англ. Truely)            | 15 лет (Родилась 13 апреля 2010)                                 | Дочь Коди и Кристин                                              |
| 17 | Соломон(англ. Solomon)         | 13 лет (Родился 27 октября 2011)                                 | Сын Коди и Робин                                                 |
| 18 | Ариэлла Мэй(англ. Ariella Mae) | 9 лет (Родилась 10 января 2016)                                  | Дочь Коди и Робин                                                |

## Разработка
Осенью 2009 независимые продюсеры Тимоти Гиббонс (Timothy Gibbons) и Кристофер Пупл (Christopher Poole) пришли в компанию Figure 8 Films из Северной Каролины с концепцией реалити-шоу об этой семье Браунов.
Билл Хейс, президент Figure 8 Films, сказал, что компания одобрила идею после встречи с Браунами, где они решили, что их жизнь можно представить как занимательную историю. Команда видеооператоров в середине 2010 года сняла кадры первого сезона, закончившегося в мае браком Коди Брауна и Робин Саливан. Операторы продолжали съёмки семейства и после свадьбы на тот случай, если будет выпущен второй сезон. Шоу Sister Wives впервые было показано 6 августа 2010 года на летнем пресс-туре Ассоциации телекритиков в Беверли Хиллз. Первый эпизод серии продолжительностью 1 час был показан по TLC 26 сентября 2010 года, затем последовали 6 получасовых серий, показ которых был завершён 17 октября 2010 года.
Трансляция этого шоу пришлась на период, когда тема полигамии и множественных браков была одной из главных тем в американской поп-культуре. Телесериал Большая любовь канала HBO, рассказывающий о семье многоженца Билла Хенриксона (Bill Henrickson), живущего со своими тремя жёнами, которые все вместе борются за то, чтобы общество изменило своё отношение к многожёнству, показывался в эфире уже в течение нескольких лет. В начале сентября 2010 года телесериал Одинокая звезда о жулике, собирающемся стать двоеженцем, вышел в эфир телеканала Fox, но был снят с эфира после двух эпизодов, а когда вышло это шоу — Сёстры-жёны, актриса Кэтрин Хайгл (Katherine Heigl) принимала участие в съёмках фильма о Кэролин Джессоп (Carolyn Jessop) — женщине, сбежавшей из секты многоженцев.
В октябре 2010 года телеканал TLC объявил, что он заказал второй сезон из десяти эпизодов, который и начался в марте 2011 года.
Интервью, которое телеканал TLC организовал с семьёй Браунов, было показано 31 октября 2010 года, а ещё одна часовая программа о медовом месяце Коди Брауна и Робин Саливан вышла в эфир 22 ноября 2010 года.

## Эпизоды

### Первый сезон
Первый сезон из 7 эпизодов продолжался с 26 сентября по 17 октября 2010 года. Первый эпизод представил зрителям Коди Брауна и трёх его жён — Мэри, Жанель и Кристин, а также их 12 детей, которые живут в доме в стиле ранчо, состоящем из трёх квартир, соединённых проходами. В этом же сезоне показано знакомство и помолвка Коди с Робин Салливан, у которой уже было на тот момент трое детей, а также празднование первого за последние 16 лет присоединения новой жены к семье. Новые отношения создают неуверенность и ревность среди других трёх жён, но в конечном итоге они принимают её и приветствуют её в семье. В четвёртом эпизоде этого сезона, Кристин рожает шестого ребёнка, Трули, который становится 16-м ребёнком в семье, считая трёх детей Робин.
Затем Коди и Мэри поехали в Мексику праздновать 20-летие своей свадьбы, где Мэри говорила о своей печали из-за бесплодия и из-за ревности, которая возникла после помолвки Коди и Робин. Коди предложил экстракорпоральное оплодотворение, но она отвергла эту идею, так как она хочет зачать ребёнка только естественным образом. По мере приближения свадьбы Робин, трое других жён помогали Робин готовиться, и они начали общаться друг с другом. Однако Коди расстраивает своих жён тем, что рассказал им, что он сам тайно выбрал свадебное платье для Робин, что привело к тому, что Кристин почувствовала себя настолько преданной, что она со злостью ушла со съёмок прямо во время интервью. Коди в конце концов извинился и они все помирились.

### Второй сезон
Второй сезон включает 23 эпизода с 13 марта 2011 до 27 ноября 2011, хотя многие источники относят к эти эпизодам трансляции с 25 сентября 2011 по 27 ноября 2011 года из третьего сезона. Эта путаница возникла из-за небольшого перерыва с 5 июня 2011 года по 25 сентября 2011. пока что нет ясности относительно того, являются ли эпизоды, показанные после перерыва, официально включёнными в третий сезон, или нет.
Второй сезон начинается с того, что Брауны отправляются в Нью-Йорк, чтобы появиться на национальном телевидении в первый раз как открытая полигамная семья, в то время как дома дети идут первый раз в общественную школу. На протяжении всего сезона, Брауны ходят в гости к своим друзьям и родственникам и рассуждают о том, как их отношения изменились с этими людьми, после того, как они перестали скрывать свой полигамный уклад семьи. Их друзья и родственники — это родители Коди (тоже полигамная семья), школьные друзья Коди, а также различные моногамные пары, которые знают Коди и его жён. Первая часть второго сезона также рассказывает о том, как семейство Браунов во время путешествия Коди и Жанель, посвящённого юбилею их совместной жизни, готовятся и принимают участие в Хэллоуине и праздновании Рождества, которое Брауны отмечают в домике в заснеженных горах. Во втором сезоне мы также больше узнаём о том, что Мери лечится от рака. В пятом эпизоде Коди, Кристина и их дети совершают путешествие в Лас-Вегас, которое, как мы позже узнаём, является началом последующего переезда Браунов в Лас-Вегас. Заключительные эпизоды второго сезона показывают Браунов и их агента по недвижимости Мону Рикки (англ. Mona Riekki), которые ищут дом в Лас-Вегасе, который подходил бы для их большого семейства, как они сообщают детям о переезде, и потом зритель видит собственно переезд в Лас-Вегасе. Риэлтор Мона Рикки находит сдаваемые дома для каждой из жён и для Коди. После того, как Брауны обустроились в новых домах, они обсуждают возможность найти дом для всех них, чтобы жить вместе или четыре дома друг рядом с другом. В последнем перед перерывом эпизоде Робин объявляет, что она ждёт своего первого ребёнка от Коди.
Во второй части сезона 2 зритель узнаёт пол ребёнка Робин и Коди и видит, как Брауны приспосабливаются к жизни в Лас-Вегасе. Следующие эпизоды второго сезона после перерыва сосредоточены в основном на беременности Робин и на привыкании детей к новой жизни. Внезапный переезд в Лас-Вегас приводит к проблемам с поведением у некоторых старших детей. Эти проблемы также обсуждались в основном во второй половине второго сезона. В этих эпизодах Брауны также изучают возможность одновременной работы всех пятерых (Коди и его жён). Несколько эпизодов после перерыва обсуждают разные темы, такие как ревность между жёнами, разжигаемой ухаживаниями Коди за новой женой, борьба родителей с влиянием Лас-Вегаса на своих детей, и подготовка детей старшего возраста к поступлению в колледж.
Потом Мона Рикки ищет для Браунов дом для постоянного проживания в Лас-Вегасе. В конце Робин родила мальчика Соломона 27 октября 2011 года, что порождает очередное обсуждение темы невозможности Мери иметь детей.
Хотя продолжающееся уголовное расследование в отношении Браунов продолжается в течение второго сезона, это широко не обсуждается, и ход расследования неизвестен.

### Третий сезон
Премьера третьего сезона состоялась 13 мая 2012 года. В одиннадцати эпизодах сезона обсуждалась в основном тема неспособности семьи быть единым целым проживая в четырёх отдельных домах. Мэри всё больше говорит о своих проблемах бесплодия, в то время как Кристин рассказывает о своей ревности к Робин. Сезон закончился 24 июня 2012 года.

### Четвёртый сезон
Восьмиэпизодный четвёртый сезон начался 18 ноября 2012 с продолжающегося в семье Браун обсуждения возможности переезда всей семьи в одно место, и возможности купить участок земли, где они могут построить четыре дома. В этом сезоне стало более очевидно, что жизнь в отдельных домах разрушает семью. К концу сезона, семья планирует трёхдневную поездку в Наву, штат Иллинойс — родину американского многожёнства. В последнем эпизоде 30 декабря 2012 года, семья занимается старшим сыном Браунов, Логаном, которому предстоит отъезд в колледж. Робин предлагает Мери стать для неё суррогатной матерю (выносить ребёнка Коди и Мери). В начале сезона Коди устраивает свидания всем своим жёнам по очереди. Кристин говорит, что их отношения с Коди безвозвратно разрушаются, но после свидания обещает быть впредь более благодарной и понимающей. Мери на своём свидании повреждает ногу, что влечёт за собой необходимость для Мери лежать в постели, а для остальных жён - ухаживать за ней. В процессе Мери наставляет других жён на путь послушания и понимания Коди. Также в этом сезоне зрители узнают, что поначалу Мери и Жанель не ладили, и лишь появление Кристин смогло как-то их сплотить и сделать семьёй. Много времени уделено строительству новых домов для жён: Мери постоянно превышает бюджет, Жанель сердится из-за этого (потому что на почти бездетную Мери уходят ресурсы и средства, необходимые Жанель и её детям), экономная Кристин отказывается тратить сэкономленное на Мери.

## Реакция

### Критика
Шоу привлекло внимание американских СМИ с самого первого сезона и получило смешанные отзывы от критиков. Штатный корреспондент Washington Post писатель Хэнк Стювер (англ. Hank Stuever) назвал его «освежающе откровенным» (англ. refreshingly frank) и посчитал, что самое интересное в этом шоу — это мелочи повседневной семейной жизни, такие как обеспечение едой, разделение труда и мелкие ссоры. Телекритик Los Angeles Times Мария МакНамара (англ. Mary McNamara) сказала, что она была заинтригована матриархальной природой полигамной семьи, которая традиционно считается патриархальной. МакНамара сказал, что жёны образуют центр семьи и что «их связи являются более сильными и важными, чем обычная нежность, с которой они все относятся к Коди». Писатель Salon.com Шайлер Веласко (англ. Schuyler Velasco) похвалил Sister Wives за то, что познакомили зрителя с ранее неизведанным явлением и назвал это шоу «освежающе скромным», учитывая, что оно посвящено рассмотрению спорного вопроса. Веласко заявил, что это шоу «естественно и честно представляет жанр, ставший легендой из-за фиглярских выходок перед камерой в ТВ-шоу Пляжи Джерси» (англ. Jersey Shore). Шелли Фралик (англ. Shelley Fralic) из The Vancouver Sun назвал это шоу увлекательным и удивительным, и что он был впечатлён тем, насколько разумно и грамотно семья эта защищала свой образ жизни. Когда семейство Браунов в октябре 2010 появилось на шоу Опры Уинфри, ведущая этого ток-шоу Опра Уинфри сказала, что ей были очень интересны отношения между жёнами.
Марк Перигард (англ. Mark A. Perigard) из Boston Herald раскритиковал Коди Брауна за то, что тот подставил себя и свою семью под возможное уголовного преследование, приняв участие в этом шоу. Также Марк Перигард сказал, что Коди Браун — это «нарушитель закона, который рискует собой и своей семьёй, которая, как он сам утверждает, настолько ему дорога, что он просто играет главную роль в этом своём ТВ-шоу». Элизабет Тэнети из The Washington Post называла шоу «с одной стороны, внутренне тяжёлым, с другой стороны, стремящимся к сенсационности» и утверждала, что в его основе был «знакомый рецепт реалити-шоу», который лежит в основе и других шоу канала TLC, таких как 19 Kids and Counting и Kate Plus 8. Редактор онлайн-журнала Religion Dispatches Иоанна Брукс (англ. Joanna Brooks) разделяет точку зрения Тэнети, критикуя шоу за представления многожёнства в той же манере, что «это примерно так же интересно для меня, как последний макияж Кейт Госслин». В этом ключе Брукс критиковала шоу за то, что в нём не рассматривается богословский аспект многожёнства, и за то, что это шоу позволило Коди Брауну давать поверхностные комментарии о различиях мормонов-фундаменталистов и основного направления мормонства, которые были обращены к зрителям без какого-либо критического анализа или разъяснения дополнительных нюансов. Шэри Путерман (англ. Shari Puterman), телеобозреватель из Asbury Park Press, выразила мнение о том, что жёны Брауна имеют проблемы с ревностью и самоуважением, и она сравнила Коди с лидером тоталитарной секты. Путерман добавила: «Я не могу говорить за всех, но я верю в святость брака. Грустно видеть, что TLC создаёт капитал на людях, которые не верят в это». Бывшая прокурорша и телеведущая Нэнси Грейс раскритиковала шоу и сказала, что она считает, что Коди Браун должен сидеть в тюрьме, но она выразила сомнения, что Коди останется в Юте после этой истории.
Кристина Зейферт (англ. Christine Seifert), адъюнкт-профессор по коммуникациям Вестминстерского колледжа в Солт-Лейк-Сити, сказала, что шоу может сформировать у зрителей, не знакомых с ЦИХСПД, неверное мнение о том, что многожёнство принимается большей частью этой церкви. Некоторые комментаторы обратили внимание на то, что религиозные убеждения семейства получили недостаточное освещение в этом ТВ-шоу.

### Рейтинги
По данным Рейтинга Нильсена, 26 сентября 2010 года часовую премьеру эпизода этого шоу смотрели 2,26 миллиона зрителей, что является достаточно высоким рейтингом для этого телеканала. Дебют этого шоу привлёк самую наибольшую телеаудиторию после запуска шоу Cake Boss в 2009 году и рейтинг этого шоу превзошёл рейтинг премьеры любого сезона телесериала Большая любовь канала HBO. Остальные эпизоды первого сезона были каждый по полчаса длиной, которые транслировались каждый четверг по два выпуска. На второй неделе первый эпизод собрал 1,88 млн зрителей, а второй — 2,13 млн. На третьей неделе были аналогичные результаты — 1,89 млн зрителей смотрели первый эпизод, и 2,05 млн — второй. Самые высокие рейтинги это шоу имело на четвёртой и на последней неделе первого сезона: первый эпизод смотрели 2,67 млн зрителей и 2,74 млн — окончание сезона. В результате средняя аудитория для двух эпизодов составила 2,7 млн зрителей, что вывело TLC на первое место среди всех кабельных каналов, существующих за счёт рекламы, в возрастных группах 18-49 и 25-54 лет. Эти серии показали двух- и трёхзначный прирост рейтингов во всех ключевых демографических группах и заняло второе место среди всех кабельных каналов, существующих за счёт рекламы, за весь период их существования.

## Судебный процесс
Ещё до того, как Брауны засветились в этом ТВ-шоу, адвокаты и юридические эксперты утверждали, что, поскольку многожёнство является незаконным в США, то Брауны, возможно, подставились под уголовное преследование. Видеозапись церемонии бракосочетания Коди Брауна и Робин Салливан может быть использована в качестве доказательства против них, если они будут вызваны в суд повесткой генеральный прокурор штата Юта. Коди Браун утверждал, что его семья не нарушает никаких законов, потому что только первый брак является законным браком, в то время как другие просто обязательством. Однако эксперты отмечают, что то, что семья была единица в течение 16 лет и включает в себя детей ото всех четырёх жён, может привести к тому, что прокуроры охарактеризуют небрачные союзы как фактические браки. Салливан сказала, что семья волновалась по поводу правовых последствий и что они тщательно обсудили этот вопрос, но решили, что положительное воздействие, которое, возможно, их шоу окажет на общественное восприятие многожёнства, стоит этих рисков. Для предупреждение возможных правовых последствий продюсеры шоу взаимодействовали с Генеральной прокуратурой штата Юта в течение нескольких месяцев до выпуска шоу в эфир. Прокуратура не исключила возбуждение дела против семьи Браунов, но также заявила, что они не имеют оснований, чтобы преследовать многоженцев если они не подозреваются в тяжких преступлениях, таких как насилие над детьми или торговля детьми. Последний раз в штате Юта уголовное преследование за многожёнство имело место за 9 лет до премьеры этого шоу.
27 сентября 2010 года, на следующий день после первого показа этого шоу, полиция города Лехи, штат Юта, объявила о проведении расследования в отношении Коди Брауна и его жён для возможных обвинений в двоежёнстве, фелонии третьей степени, которое может повлечь лишение свободы до 20 лет для Коди и до пяти лет для каждой жены. После завершения расследования полиция представила собранные доказательства на рассмотрение в прокуратуру штата Юта. Несмотря на то, что Браун состоит в законном браке только с одной женщиной, полиции Лехи отметила, что законодательство штата определяет двоежёнство как сожительство, а не только как законно заключённые брачные союзы. В ответ на это расследование, Брауны заявили следующее: «Нам жаль, что было объявлено об этом расследовании, но, когда мы решили сделать это шоу, мы знали, что будет рискованной затеей, но ради нашей семьи, и, самое главное, ради наших детей, мы решили, что риск того стоит». Семья Браунов наняла специалиста по конституционному праву Джонатана Торли (англ. Jonathan Turley), красноречивого критика антиполигамных законов, чтобы он подготовил правовую защиту в случае, если семье Браунов будет предъявлено обвинение. В результате известности, которую принесло это шоу и полицейское расследование, Мэри потеряла работу в сфере психиатрии вскоре после начала шоу, хотя её работодатель ещё перед выходом шоу в эфир знал о том, что Мэри живёт с многоженцем. Кроме того, Коди сказал, что шоу негативно сказалось на его продажах рекламы, поскольку некоторые клиенты решили перевести свой бизнес в другое место из-за известности этого шоу.
13 июля 2011 года Брауны подали иск в Федеральный окружной суд США об оспаривании закона штата Юта об уголовном преследовании за многожёнство и сделали следующее заявление:

«Есть десятки тысяч семей многоженцев в Юте и других штатах. Мы одна из таких семей. Мы хотим всего лишь жить своей жизнью в соответствии со своими убеждениями. Хотя мы понимаем, что, возможно, будет долгая борьба в суде, но уже давно идёт борьба за мою семью и за другие полигамные семьи чтобы покончить со стереотипами и несправедливым отношением к полигамии, основанной на взаимном согласии. Мы в долгу перед профессором Торли и перед его командой за их работу и преданность своему делу. Мы надеемся, что вместе сможем добиться равноправия с другими семьями в Соединённых Штатах».

1 июня 2012 года уголовное дело в отношении Браунов было прекращено. Однако Брауны не отозвали свой иск после того, как федеральный судья отказался прекратить производство по делу, заявив следующее: «стратегическая попытка использовать доктрину спорности для уклонения от судебного разбирательства в данном случае ставит под сомнение искренность утверждения [прокурора штата Юты] о том, что преследование истцов за нарушение оспариваемого закона вряд ли повторится». Рассмотрение этого дела началось в январе 2013 года.